# Argol
Argol és un municipi francès, situat al departament de Finisterre i a la regió de Bretanya. L'any 2007 tenia 802 habitants.

## Poblacions més properes
El següent diagrama mostra les poblacions més properes.

## Demografia

### Població
El 2007 la població de fet d'Argol era de 802 persones. Hi havia 352 famílies, de les quals 124 eren unipersonals (52 homes vivint sols i 72 dones vivint soles), 100 parelles sense fills, 100 parelles amb fills i 28 famílies monoparentals amb fills.
| 1962                                       | 1968 | 1975 | 1982 | 1990 | 1999 |
| ------------------------------------------ | ---- | ---- | ---- | ---- | ---- |
| 899                                        | 819  | 766  | 700  | 698  | 746  |
| Des de 1962: població sense dobles comptes |      |      |      |      |      |

### Habitatges
El 2007 hi havia 561 habitatges, 352 eren l'habitatge principal de la família, 193 eren segones residències i 16 estaven desocupats. 530 eren cases i 16 eren apartaments. Dels 352 habitatges principals, 272 estaven ocupats pels seus propietaris, 74 estaven llogats i ocupats pels llogaters i 6 estaven cedits a títol gratuït; 7 tenien una cambra, 24 en tenien dues, 41 en tenien tres, 74 en tenien quatre i 206 en tenien cinc o més. 279 habitatges disposaven pel capbaix d'una plaça de pàrquing. A 189 habitatges hi havia un automòbil i a 127 n'hi havia dos o més.

### Piràmide de població
La piràmide de població per edats i sexe el 2009 era:
| Homes | Edats   | Dones |
| ----- | ------- | ----- |
| 0     | 95 o +  | 0     |
| 0     | 90 a 94 | 4     |
| 4     | 85 a 89 | 20    |
| 8     | 80 a 84 | 0     |
| 24    | 75 a 79 | 44    |
| 16    | 70 a 74 | 20    |
| 20    | 65 a 69 | 12    |
| 36    | 60 a 64 | 20    |
| 16    | 55 a 59 | 20    |
| 12    | 50 a 54 | 16    |
| 24    | 45 a 49 | 8     |
| 36    | 40 a 44 | 24    |
| 24    | 35 a 39 | 28    |
| 36    | 30 a 34 | 32    |
| 12    | 25 a 29 | 8     |
| 8     | 20 a 24 | 4     |
| 32    | 15 a 19 | 16    |
| 20    | 10 a 14 | 12    |
| 24    | 5 a 9   | 20    |
| 36    | 0 a 4   | 16    |

## Administració
| Període   | Identitat      | Partit |
| --------- | -------------- | ------ |
| 2001-2008 | François Godoc |        |
| 2008-     | Henri Le Pape  |        |

## Economia
El 2007 la població en edat de treballar era de 468 persones, 336 eren actives i 132 eren inactives. De les 336 persones actives 300 estaven ocupades (171 homes i 129 dones) i 36 estaven aturades (15 homes i 21 dones). De les 132 persones inactives 53 estaven jubilades, 33 estaven estudiant i 46 estaven classificades com a «altres inactius».

### Ingressos
El 2009 a Argol hi havia 359 unitats fiscals que integraven 807,5 persones, la mediana anual d'ingressos fiscals per persona era de 15.539 €.

### Activitats econòmiques
Dels 39 establiments que hi havia el 2007, 2 eren d'empreses alimentàries, 1 d'una empresa de fabricació d'altres productes industrials, 7 d'empreses de construcció, 3 d'empreses de comerç i reparació d'automòbils, 1 d'una empresa de transport, 7 d'empreses d'hostatgeria i restauració, 3 d'empreses d'informació i comunicació, 3 d'empreses immobiliàries, 4 d'empreses de serveis, 7 d'entitats de l'administració pública i 1 d'una empresa classificada com a «altres activitats de serveis».
Dels 13 establiments de servei als particulars que hi havia el 2009, 1 era un taller de reparació d'automòbils i de material agrícola, 1 taller d'inspecció tècnica de vehicles, 1 guixaire pintor, 4 lampisteries, 2 electricistes, 1 perruqueria i 3 restaurants.
Dels 2 establiments comercials que hi havia el 2009, 1 era una botiga de més de 120 m² i 1 una botiga de menys de 120 m².
L'any 2000 a Argol hi havia 34 explotacions agrícoles que ocupaven un total de 1.488 hectàrees.

## Equipaments sanitaris i escolars
El 2009 hi havia una escola elemental.